# À l'origine
À l'origine è un film del 2009 scritto e diretto da Xavier Giannoli.
È stato presentato in concorso al 63º Festival di Cannes.